# Крічко Дмитро Володимирович
Дмитро́ Володи́мирович Крічко́ — сержант Національної поліції України, учасник російсько-української війни. Герой України (2025).

## Життєпис
З вересня 2023 року проходить службу у батальйоні «Тавр» об'єднаної штурмової бригади «Лють».
Брав участь у штурмових операціях у районі населеного пункту Курдюмівка. Здійснив евакуацію тіла загиблого українського військовослужбовця, забезпечував прохід штурмової групи через мінні загородження. Унаслідок мінометного обстрілу зазнав поранення, після лікування повернувся до виконання бойових завдань. У травні 2025 року в складі штурмової групи неодноразово брав участь у бойових зіткненнях, утримуючи позиції перед натиском противника, та особисто знищив двох військовослужбовців збройних формувань РФ.

## Нагороди
- Звання Герой України з врученням ордена «Золота Зірка» (4 липня 2025) — за особисту мужність і героїзм, виявлені у захисті державного суверенітету та територіальної цілісності України, самовіддане служіння Українському народові[3].